# Delphin (Schiff, 1864)
Die Delphin war das vierte Schiff der Camaeleon-Klasse, einer Klasse von insgesamt acht Dampfkanonenbooten I. Klasse der Königlich Preußischen sowie der Kaiserlichen Marine.

## Bau und erste Dienstzeit
Die Delphin wurde von der Königlichen Werft in Danzig am 8. September 1859 auf Kiel gelegt. Am 15. September 1860 fand der Stapellauf statt. Nach der Fertigstellung des Schiffes wurde es ohne offizielle Indienststellung erprobt und nach Stralsund überführt.
Der Ausbruch des Deutsch-Dänischen Krieges brachte für die Delphin die erste aktive Einsatzzeit. Das Schiff wurde am 1. März 1864 in Dienst gestellt und der 2. Flottillen-Division zugeteilt. Im April wurden die Boote der Camaeleon-Klasse in einer Reserve-Division zusammengefasst. Die Delphin gehörte diesem Verband bis Anfang 1865 an. Nach Ende des Krieges hatte die Division Vermessungsarbeiten entlang der holsteinischen Ostküste zu erledigen, wobei die Delphin besonders in der Eckernförder Bucht tätig war.

## Dienst als Stationsschiff
Im Februar 1865 wurde entschieden, die Delphin als Stationsschiff nach Konstantinopel zu entsenden. Das Schiff wurde daher einer Grundreparatur unterzogen, wobei die Takelung von der eines Schoners zu einer Schonerbark geändert wurde. Die Ausreise verzögerte sich jedoch, sodass die Delphin erst am 6. August 1865 gemeinsam mit der Nymphe, mit der bereits vom 20. bis 23. Juli Übungen in der Ostsee durchgeführt worden waren, die Heimat verlassen konnte. In Piräus trennten sich beide Schiffe am 22. September, und die Delphin setzte ihre Fahrt in die osmanische Hauptstadt fort. Aufgrund des drohenden Krieges mit Österreich wurden beide Schiffe im April 1866 zurückberufen und erreichten am 3. Juli wieder preußische Gewässer. Bis Kriegsende gehörte die Delphin der Nordsee-Flottille (Flaggschiff Arminius) an und wurde am 22. August 1866 in Danzig außer Dienst gestellt.
Da 1867 die preußische Regierung entschied, die Mittelmeerstation ständig zu besetzen, wurde die Delphin von der Königlichen Werft Danzig entsprechend der bisher gemachten Erfahrungen umgebaut, um wieder als Stationsschiff zu dienen. Dabei wurden sowohl schadhafte Spanten ausgetauscht als auch die Oberdeckplanken neu und höher verlegt, was das darunterliegende Deck wohnlicher werden ließ.
So hergerichtet, wurde die Delphin am 1. Mai 1868 wieder in Dienst gestellt und führte Probefahrten durch. Nach einer kurzen Außerdienststellung - die Regierung war in finanziellen Fragen in Konflikt mit dem Parlament geraten - erfolgte am 21. August die Ausreise von Kiel aus. Nach einem durch einen Maschinenschaden erzwungenen Aufenthalt in Algier erreichte das Schiff am 17. Oktober Konstantinopel. Bereits eine Woche später brach es zu einer Fahrt die Donau aufwärts bis nach Giurgiu auf. Im Folgejahr wurde diese Fahrt wiederholt und auf der Rückreise Warna angelaufen. Dort erhielt die Delphin den Befehl, an der Einweihung des Sueskanals teilzunehmen. Zuvor hatte das Schiff noch Kronprinz Friedrich Wilhelm von Korinth nach Piräus zu bringen, wo dieser auf die Gedeckte Korvette Hertha überstieg. Am 28. Oktober 1869 trat das Kanonenboot schließlich von Konstantinopel aus die Reise nach Port Said an, wo es mit der Hertha, der Elisabeth und der Grille am 16. November zusammentraf und sich am folgenden Tag an der Erstbefahrung des Kanals beteiligte. Die Grille, auf der sich der Kronprinz befand, fuhr dabei als drittes Schiff in der Kolonne nach einem französischen Schiff mit Kaiserin Eugénie sowie der österreichischen Greif mit Kaiser Franz Joseph I. an Bord. Bis zum 10. Dezember blieb die Delphin in Ägypten und kehrte dann nach Konstantinopel zurück.
Am 11. April 1870 verließ die Delphin ihr Stationsgebiet und trat den Heimweg an. Vor der Tajo-Mündung erlitt das Schiff eine Grundberührung, wodurch der Bugspriet beschädigt wurde und der Rumpf leck schlug. Nach Reparatur in Lissabon begab sich die Delphin nach Plymouth, wo sie am 16. Juni mit Kronprinz und der von Preußen angekauften Renown zusammentraf. Fünf Tage später liefen die als Artillerieschulschiff vorgesehene Renown und die Delphin nach Kiel aus, wo sie am 28. Juni ankamen. Von dort aus ging das Kanonenboot weiter nach Danzig, wo es am 11. Juli außer Dienst gestellt wurde. Es folgten Reparaturarbeiten, die unter anderem die Erneuerung der Kessel beinhalteten.
Aufgrund des Werftaufenthaltes konnte das Schiff nicht für den Deutsch-Französischen Krieg herangezogen werden. Erst am 22. April 1871 konnte die Delphin wieder in Dienst gestellt werden. Ab dem 13. Mai lag das Kanonenboot in Kiel. Am 24. August verließ es Kiel und trat den Weg ins Mittelmeer an. Am 29. September lief die Delphin Algier, zwei Tage später Tunis an. Dies war so kurz nach Kriegsende bemerkenswert, da beide Städte damals französisch waren. Obwohl geplant war, das Boot Ernst Curtius für seine Arbeit zur Verfügung zu stellen, konnte dies wegen der verspäteten Ausreise nicht verwirklicht werden. Als die Delphin am 12. Oktober 1871 Piräus erreichte, befand sich Curtius bereits auf der Heimreise. Am 25. Oktober kam das Schiff schließlich in Konstantinopel an, wo es für die folgenden 16 Monate stationiert war. Im Februar 1872 stand die Delphin dem Prinzen Friedrich Karl Nikolaus von Preußen auf dessen Orientreise zur Verfügung, wobei sie Korinth, Athen, Chios, Konstantinopel und Bursa anlief. Im Oktober und November desselben Jahres unternahm das Schiff erneut eine Donaufahrt.
Nachdem in Spanien König Amadeus abgedankt hatte und am 11. Februar 1873 die Erste Spanische Republik ausgerufen worden war, wurde die Delphin im März 1873 nach Spanien befohlen, um den Schutz der deutschen Reichsangehörigen und deutscher Wirtschaftsinteressen entlang der spanischen Mittelmeerküste während des bereits im Vorjahr ausgebrochenen Dritten Carlistenkrieges zu gewährleisten. Erst im Mai traf mit der Elisabeth ein weiteres Schiff zur Unterstützung bei dieser Aufgabe ein, außerdem Ende Juni die Friedrich Carl. Dessen Kommandant, Kapitän zur See Reinhold Werner, übernahm am 29. Juni den Befehl über die in spanischen Gewässern befindlichen deutschen Schiffe, die zu dieser Zeit vor Málaga ankerten. Die Delphin wurde in der folgenden Zeit zu verschiedenen Einsätzen herangezogen. Am 4. Oktober 1873 traf die Meteor als Ablösung für ihr Schwesterschiff ein, und die Delphin trat am selben Tag die Heimreise an. Ein schwerer Sturm zwang dabei zum einwöchigen Aufenthalt in Lowestoft. Am 4. Dezember 1873 wurde das Kanonenboot in Kiel außer Dienst gestellt.

## Weitere Dienstzeit
Die Delphin sollte fortan als Vermessungsschiff dienen. Bereits kurz nach der Außerdienststellung begann die Kaiserliche Werft Kiel mit einem weiteren Umbau des Schiffs. Die Bewaffnung wurde von Bord gegeben, auf dem Oberdeck ein Vermessungshaus und eine neue Kommandobrücke aufgebaut sowie das Schiff zur Bark umgetakelt. Im April 1874 wurde die Delphin wieder in Dienst gestellt und begann gemeinsam mit der Blitz mit Vermessungsarbeiten in der Ostsee, die bis Oktober dauerten. Am 21. Oktober 1874 wurde das Schiff für den Winter wieder außer Dienst gestellt und anschließend für einen möglichen weiteren Einsatz in Spanien vorbereitet. Da dieser jedoch nicht notwendig wurde, diente die Delphin in den Folgejahren weiter als Vermessungsschiff. Dabei wurden bis 1879 ein Programm von insgesamt über 2.000 Quadratseemeilen Ostseegewässer abgearbeitet. Einzig 1877 war das Schiff mit Erlaubnis der britischen Regierung zusätzlich um Helgoland tätig.
1880 wurde die Delphin zu den Bergungsarbeiten der bei Torpedoversuchen durch die Zieten unter Kapitänleutnant Alfred Tirpitz am 28. Juli als Zielschiff versenkten Barbarossa herangezogen, ohne dass dazu eine offizielle Indienststellung erfolgte. Erst am 15. März 1881 wurde das Schiff wieder aktiviert, um im Fischereischutz in der Nordsee tätig zu werden. Bereits am 13. August 1881 erfolgte die diesmal letzte Außerdienststellung.

## Verbleib
Die Delphin wurde am 30. September 1881 aus der Liste der Kriegsschiffe gestrichen und wenig später abgewrackt. Als Ersatz war bereits 1877 das Kanonenboot Otter vom Stapel gelaufen.

## Kommandanten
| 1. März bis April 1864            | Leutnant zur See I. Klasse Georg Nürnberger                 |
| April 1864 bis Juli 1866          | Leutnant zur See I. Klasse / Kapitänleutnant Heinrich Kühne |
| Juli bis 2. August 1866           | Kapitänleutnant Louis von Blanc                             |
| 13. Juli 1868 bis 11. Juli 1870   | Kapitänleutnant Ewald                                       |
| 22. April 1871 bis Oktober 1872   | Kapitänleutnant Wilhelm Ditmar                              |
| Oktober 1872 bis 4. Dezember 1873 | Kapitänleutnant Karl August Deinhard                        |
| 21. April bis 21. Oktober 1874    | Kapitänleutnant Rudolf Hoffmann                             |
| 15. April bis 17. November 1875   | Korvettenkapitän Rudolf Hoffmann                            |
| 1. April bis 11. Oktober 1876     | Korvettenkapitän Rudolf Hoffman                             |
| 4. April bis 29. Oktober 1877     | Korvettenkapitän Rudolf Hoffman                             |
| 1. April bis 10. Oktober 1878     | Korvettenkapitän Rudolf Hoffman                             |
| 1. April bis 13. November 1879    | Korvettenkapitän Rudolf Hoffman                             |
| 15. März bis 13. August 1881      | Kapitänleutnant Trützschler von Falkenstein                 |